# إيرا بيلدن
إيرا بيلدن (بالإنجليزية: Ira Belden)‏ هو لاعب كرة قاعدة أمريكي، ولد في 16 أبريل 1874 في كليفلاند في الولايات المتحدة، وتوفي في 15 يوليو 1916 في ليكوود في الولايات المتحدة.

## وصلات خارجية
- إيرا بيلدن على موقعبيزبول رفرنس.كوم (الدوري الرئيسي) (الإنجليزية)
- إيرا بيلدن على موقعبيزبول رفرنس.كوم (الدوري الثانوي) (الإنجليزية)